# Alberte Brun
Alberte Berthe Brun, auch Alberte Brun-Michelis (* 2. Januar 1918 in Paris; † 10. März 1991), war eine französische Pianistin.

## Leben
Brun war eine Tochter von Henri Jean Brun und dessen Frau Juliette Félicie (geborene Desrochers). Nach dem Schulabschluss studierte sie bei Marguerite Long am Conservatoire de Paris. Ihr Debüt als Konzertpianistin feierte sie 1930 in Paris. Weiteren Unterricht erhielt sie durch Maurice Ravel, bei dem sie sein Klavierkonzert für die linke Hand einstudierte. Beauftragt durch das Ministère des Beaux-Arts führte sie das gesamte Klavierwerk von Albert Roussel auf. Später lebte sie in Deutschland, wo sie ab 1973 an der Landeskirchenmusikschule, ab 1975 Staatliche Musikhochschule Rheinland (Robert Schumann Hochschule), in Düsseldorf lehrte. Ihre Interpretationen wurden durch Rundfunkaufnahmen dokumentiert. Sie war Mitglied, von 1980 bis 1986 Vorsitzende der Deutsch-Französischen Gesellschaft Duisburg, wo sie lange Jahre die Leitung der Conversationsabende innehatte. 1947 führte sie mit dem RIAS-Symphonie-Orchester bei seinem ersten öffentlichen Konzert im Titania-Palast das Klavierkonzert für die linke Hand von Maurice Ravel auf. 1975 trat sie gemeinsam mit ihrer jüngeren Schwester Andree Juliette Brun als Klavierduo in der Carnegie Hall in New York auf. 1988 wurde sie von François Mitterrand mit dem Ordre national du Mérite für ihre Verdienste um die französische Musik ausgezeichnet.

## Familie
Brun war zweimal verheiratet:
- ab 28. November 1951 mit Carl-Josef Trümper († September 1957)
  - Marianne
- ab 3. Januar 1979 mit Helmut Michelis

## Schüler
- Helmut Kickton
- Reinhard Kluth
- Thorsten Pech

## Tondokumente
- Claude Debussy: Préludes (aem records 1976)